# Монкада
Монкада (шп. Moncada) град је у Шпанији у аутономној заједници Валенсијанска Заједница у покрајини Валенсија. Према процени из 2017. у граду је живело 21 700 становника.

## Становништво
Према процени, у граду је 2017. живело 21 700 становника.
| 2017.  |
| ------ |
| 21.700 |